# 작쩐
《작쩐》은 2016년에 개봉한 중국의 영화이다.

## 캐스팅
- 이범수 : 차병현 역
- 진소춘 : 덩쟈휘 역
- 등가가
- 왕동성
- 장소각
- 서구의
- 박문희
- 오계화 (우정출연)